# Conus flavusalbus
Conus flavusalbus is een in zee levende slakkensoort uit het geslacht Conus. De slak behoort tot de familie Conidae. Conus flavusalbus werd in 2000 beschreven door Rolán & Röckel. Net zoals alle soorten binnen het geslacht Conus zijn deze slakken roofzuchtig en giftig. Zij bezitten een harpoenachtige structuur waarmee ze hun prooi kunnen steken en verlammen.